# Veliko brdo bakra
Veliko brdo bakra (švedski: Stora Kopparberget) ili Falunski rudnik je rudnik bakra kod Faluna (Švedska) koji je bio u funkciji punih tisuću godina, od 9. stoljeća do 8. prosinca 1992. godine. U jednom trenutku je pokrivao trećinu europskih potreba za bakrom, a stoljećima je imao snažan utjecaj na tehnološki, društveni i politički razvoj Švedske i drugih europskih zemalja. Zbog toga je upisano na UNESCO-ov popis mjesta svjetske baštine u Europi 2001. godine.
Rudnik se sastoji od velikog površinskog kopa koji se naziva "Velika jama" (Stora stöten), te od podzemnih rudnika za posjetitelje, nekoliko manjih rudnika i okna uz Veliku jamu, te labirinta galeirja (tunela), podzemnih komora i propalih okna u okolici rudnika. Ukupna površina iskopina je oko 80 km2, od kojih je oko 33 km2 ispod današnje razine vode, na oko 220 metara dubine. Najdublja točka u ridniku je na 600 m, a najdublje okno je tzv. "Oscar", dubok 440 m.
Središnja upravna zgrada je pretvorena u muzej koji prima oko 100,000 posjetitelja godišnje.
- Muzej rudnika u Falunu
- Dionica o 1/8 vlasništva nad rudnikom od 16. lipnja 1288. god.
- Tačke iz 19. st.
- Spust u okno Oscar
- Razglednica iz 1907. god.

### Ostali projekti
|  | Zajednički poslužitelj ima još gradiva o temi Veliko brdo bakra u Falunu |